# Single sign-on
 For alternative betydninger, se SSO.
Single sign-on (SSO) er en adgangskontrol egenskab af flere relaterede, men uafhængige it-systemer og applikationer. Med denne egenskab kan en bruger logge på én gang og få adgang til alle systemer uden at blive afkrævet login for hvert system/applikation. Tilsvarende er single sign-off egenskaben hvormed én enkelt log-ud-handling afslutter adgangen til flere it-systemer.

## Fordele
Fordele ved at anvende single sign-on omfatter:
- Reducerer kodeordudmattelse for forskellige brugernavne og kodeords kombinationer
- Reducerer tiden med at indtaste kodeord for samme identitet
- Reducerer IT omkostninger grundet mindre antal IT helpdesk opkald om kodeord

## Internetbaserede SSO-tjenester
- NemLogin - baseret på SAML-standarden
- MitID
- OpenID[2]
- SAML-baserede produkter og services[3]
- Shibboleth (Internet2)[4]